# Coppa del Mondo di salto con gli sci 1999
La Coppa del Mondo di salto con gli sci 1997, ventesima edizione della manifestazione organizzata dalla Federazione Internazionale Sci, ebbe inizio il 28 novembre 1998 a Lillehammer, in Norvegia, e si concluse il 21 marzo 1999 a Planica, in Slovenia. Furono disputate 29 gare individuali, tutte maschili, in 20 differenti località: 3 su trampolino normale, 23 su trampolino lungo e 3 su trampolino per il volo. Fu inserita nel calendario 1 gara a squadre, valida ai fini della classifica per nazioni.
Nel corso della stagione si tennero a Ramsau am Dachstein i Campionati mondiali di sci nordico 1999, non validi ai fini della Coppa del Mondo, il cui calendario contemplò dunque un'interruzione nel mese di febbraio.
Il tedesco Martin Schmitt si aggiudicò sia la coppa di cristallo, il trofeo assegnato al vincitore della classifica generale, sia la Coppa di volo; il finlandese Janne Ahonen vinse il Torneo dei quattro trampolini e la Coppa di salto, il giapponese Noriaki Kasai il Nordic Tournament. Primož Peterka era il detentore uscente della Coppa generale, Kazuyoshi Funaki del Torneo.

## Risultati
| Data                          | Località               | Nazione   | Trampolino                | Spec. | Primo                                                                     | Secondo                                                                             | Terzo                                                              |
| ----------------------------- | ---------------------- | --------- | ------------------------- | ----- | ------------------------------------------------------------------------- | ----------------------------------------------------------------------------------- | ------------------------------------------------------------------ |
| 28 novembre 1998              | Lillehammer            | Norvegia  | Lysgårdsbakken K120       | LH    | Martin Schmitt                                                            | Janne Ahonen                                                                        | Sven Hannawald                                                     |
| 29 novembre 1998              | Lillehammer            | Norvegia  | Lysgårdsbakken K120       | LH    | Martin Schmitt                                                            | Janne Ahonen                                                                        | Kazuyoshi Funaki                                                   |
| 5 dicembre 1998               | Chamonix               | Francia   | Le Mont K95               | NH    | Martin Schmitt                                                            | Janne Ahonen                                                                        | Kazuyoshi Funaki                                                   |
| 6 dicembre 1998               | Chamonix               | Francia   | Le Mont K95               | NH    | Janne Ahonen                                                              | Kazuyoshi Funaki                                                                    | Martin Schmitt                                                     |
| 8 dicembre 1998               | Val di Fiemme          | Italia    | Giuseppe Dal Ben K120     | LH    | Martin Schmitt                                                            | Kazuyoshi Funaki                                                                    | Noriaki Kasai                                                      |
| 12 dicembre 1998              | Oberhof                | Germania  | Hans Renner K120          | LH    | Andreas Widhölzl                                                          | Martin Schmitt                                                                      | Sven Hannawald                                                     |
| 19 dicembre 1998              | Harrachov              | Rep. Ceca | Čerťák K120               | LH    | Janne Ahonen                                                              | Ronny Hornschuh                                                                     | Kazuyoshi Funaki                                                   |
| 20 dicembre 1998              | Harrachov              | Rep. Ceca | Čerťák K120               | LH    | Janne Ahonen                                                              | Noriaki Kasai                                                                       | Andreas Widhölzl                                                   |
| Torneo dei quattro trampolini |                        |           |                           |       |                                                                           |                                                                                     |                                                                    |
| 30 dicembre 1998              | Oberstdorf             | Germania  | Schattenberg K115         | LH    | Martin Schmitt                                                            | Andreas Goldberger                                                                  | Noriaki Kasai                                                      |
| 1º gennaio 1999               | Garmisch-Partenkirchen | Germania  | Große Olympiaschanze K115 | LH    | Martin Schmitt                                                            | Janne Ahonen                                                                        | Noriaki Kasai                                                      |
| 3 gennaio 1999                | Innsbruck              | Austria   | Bergisel K110             | LH    | Noriaki Kasai                                                             | Janne Ahonen                                                                        | Hideharu Miyahira                                                  |
| 6 gennaio 1999                | Bischofshofen          | Austria   | Paul Ausserleitner K120   | LH    | Andreas Widhölzl                                                          | Janne Ahonen                                                                        | Hideharu Miyahira                                                  |
| 9 gennaio 1999                | Engelberg              | Svizzera  | Gross-Titlis-Schanze K120 | LH    | Janne Ahonen                                                              | Kazuyoshi Funaki                                                                    | Noriaki Kasai Martin Schmitt                                       |
| 10 gennaio 1999               | Engelberg              | Svizzera  | Gross-Titlis-Schanze K120 | LH    | Kazuyoshi Funaki                                                          | Andreas Widhölzl                                                                    | Noriaki Kasai                                                      |
| 16 gennaio 1999               | Zakopane               | Polonia   | Wielka Krokiew K116       | LH    | Stefan Horngacher                                                         | Janne Ahonen                                                                        | Tommy Ingebrigtsen                                                 |
| 17 gennaio 1999               | Zakopane               | Polonia   | Wielka Krokiew K116       | LH    | Janne Ahonen                                                              | Kazuyoshi Funaki                                                                    | Stefan Horngacher                                                  |
| 23 gennaio 1999               | Sapporo                | Giappone  | Ōkurayama K120            | LH    | Martin Schmitt                                                            | Hideharu Miyahira                                                                   | Dieter Thoma                                                       |
| 24 gennaio 1999               | Sapporo                | Giappone  | Ōkurayama K120            | LH    | Kazuyoshi Funaki                                                          | Martin Schmitt                                                                      | Hideharu Miyahira                                                  |
| 29 gennaio 1999               | Willingen              | Germania  | Mühlenkopf K120           | LH    | Noriaki Kasai                                                             | Martin Schmitt                                                                      | Kazuyoshi Funaki                                                   |
| 30 gennaio 1999               | Willingen              | Germania  | Mühlenkopf K120           | TL    | Giappone Kazuyoshi Funaki Noriaki Kasai Hideharu Miyahira Kazuya Yoshioka | Austria Reinhard Schwarzenberger Wolfgang Loitzl Stefan Horngacher Andreas Widhölzl | Germania Sven Hannawald Hansjörg Jäkle Martin Schmitt Dieter Thoma |
| 31 gennaio 1999               | Willingen              | Germania  | Mühlenkopf K120           | LH    | Noriaki Kasai                                                             | Andreas Widhölzl                                                                    | Kazuyoshi Funaki                                                   |
| 6 febbraio 1999               | Harrachov              | Rep. Ceca | Čerťák K180               | FH    | annullata                                                                 | annullata                                                                           | annullata                                                          |
| 7 febbraio 1999               | Harrachov              | Rep. Ceca | Čerťák K120               | LH    | Janne Ahonen                                                              | Lasse Ottesen                                                                       | Jakub Sucháček                                                     |
| 4 marzo 1999                  | Kuopio                 | Finlandia | Puijo K120                | LH    | Martin Schmitt                                                            | Kazuyoshi Funaki                                                                    | Noriaki Kasai                                                      |
| Nordic Tournament             |                        |           |                           |       |                                                                           |                                                                                     |                                                                    |
| 6 marzo 1999                  | Lahti                  | Finlandia | Salpausselkä K90          | NH    | Kazuyoshi Funaki                                                          | Reinhard Schwarzenberger                                                            | Sven Hannawald                                                     |
| 9 marzo 1999                  | Trondheim              | Norvegia  | Granåsen K120             | LH    | Noriaki Kasai                                                             | Stefan Horngacher                                                                   | Masahiko Harada                                                    |
| 11 marzo 1999                 | Falun                  | Svezia    | Lugnet K115               | LH    | Martin Schmitt                                                            | Hideharu Miyahira                                                                   | Masahiko Harada                                                    |
| 14 marzo 1999                 | Oslo                   | Norvegia  | Holmenkollen K115         | LH    | Noriaki Kasai                                                             | Martin Schmitt                                                                      | Kazuyoshi Funaki                                                   |
| 19 marzo 1999                 | Planica                | Slovenia  | Letalnica K185            | FH    | Martin Schmitt                                                            | Kazuyoshi Funaki                                                                    | Christof Duffner                                                   |
| 20 marzo 1999                 | Planica                | Slovenia  | Letalnica K185            | FH    | Hideharu Miyahira                                                         | Martin Schmitt                                                                      | Noriaki Kasai                                                      |
| 21 marzo 1999                 | Planica                | Slovenia  | Letalnica K185            | FH    | Noriaki Kasai                                                             | Hideharu Miyahira                                                                   | Martin Schmitt                                                     |

Legenda:

NH = trampolino normale

LH = trampolino lungo

FH = volo con gli sci

TL = gara a squadre

## Classifiche

### Generale
| Pos. | Nome              | Nazione   | Punti |
| ---- | ----------------- | --------- | ----- |
| 1    | Martin Schmitt    | Germania  | 1753  |
| 2    | Janne Ahonen      | Finlandia | 1695  |
| 3    | Noriaki Kasai     | Giappone  | 1598  |
| 4    | Kazuyoshi Funaki  | Giappone  | 1589  |
| 5    | Hideharu Miyahira | Giappone  | 935   |
| 6    | Sven Hannawald    | Germania  | 896   |
| 7    | Andreas Widhölzl  | Austria   | 833   |
| 8    | Stefan Horngacher | Austria   | 813   |
| 9    | Masahiko Harada   | Giappone  | 720   |
| 10   | Dieter Thoma      | Germania  | 555   |

### Torneo dei quattro trampolini

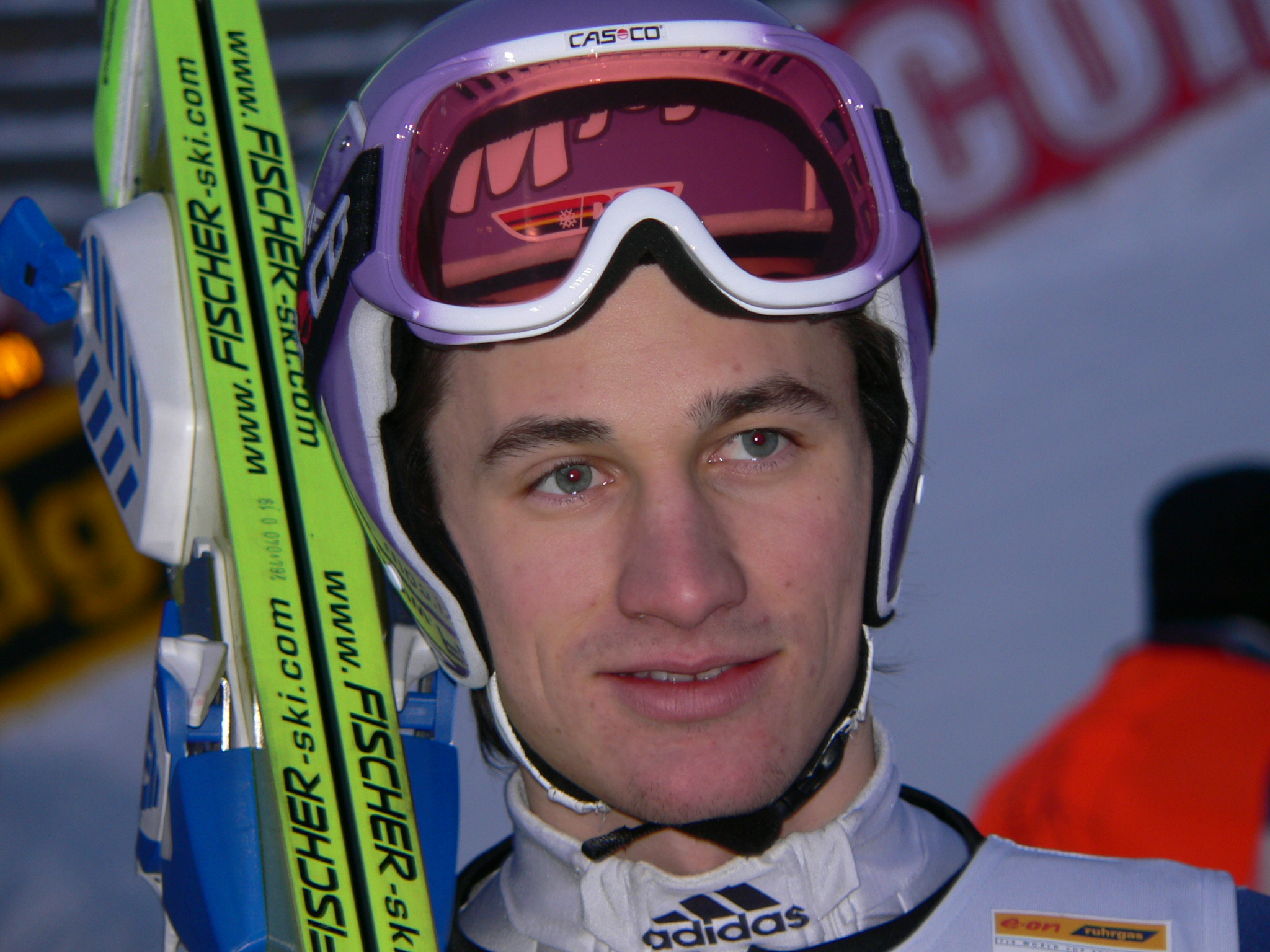
Martin Schmitt

| Pos. | Nome              | Nazione   | Punti |
| ---- | ----------------- | --------- | ----- |
| 1    | Janne Ahonen      | Finlandia | 961   |
| 2    | Noriaki Kasai     | Giappone  | 953   |
| 3    | Hideharu Miyahira | Giappone  | 917   |
| 4    | Martin Schmitt    | Germania  | 916   |
| 5    | Kazuyoshi Funaki  | Giappone  | 905   |

### Salto
| Pos. | Nome             | Nazione   | Punti |
| ---- | ---------------- | --------- | ----- |
| 1    | Janne Ahonen     | Finlandia | 1589  |
| 2    | Martin Schmitt   | Germania  | 1513  |
| 3    | Kazuyoshi Funaki | Giappone  | 1423  |
| 4    | Noriaki Kasai    | Giappone  | 1388  |
| 5    | Sven Hannawald   | Germania  | 806   |

### Volo

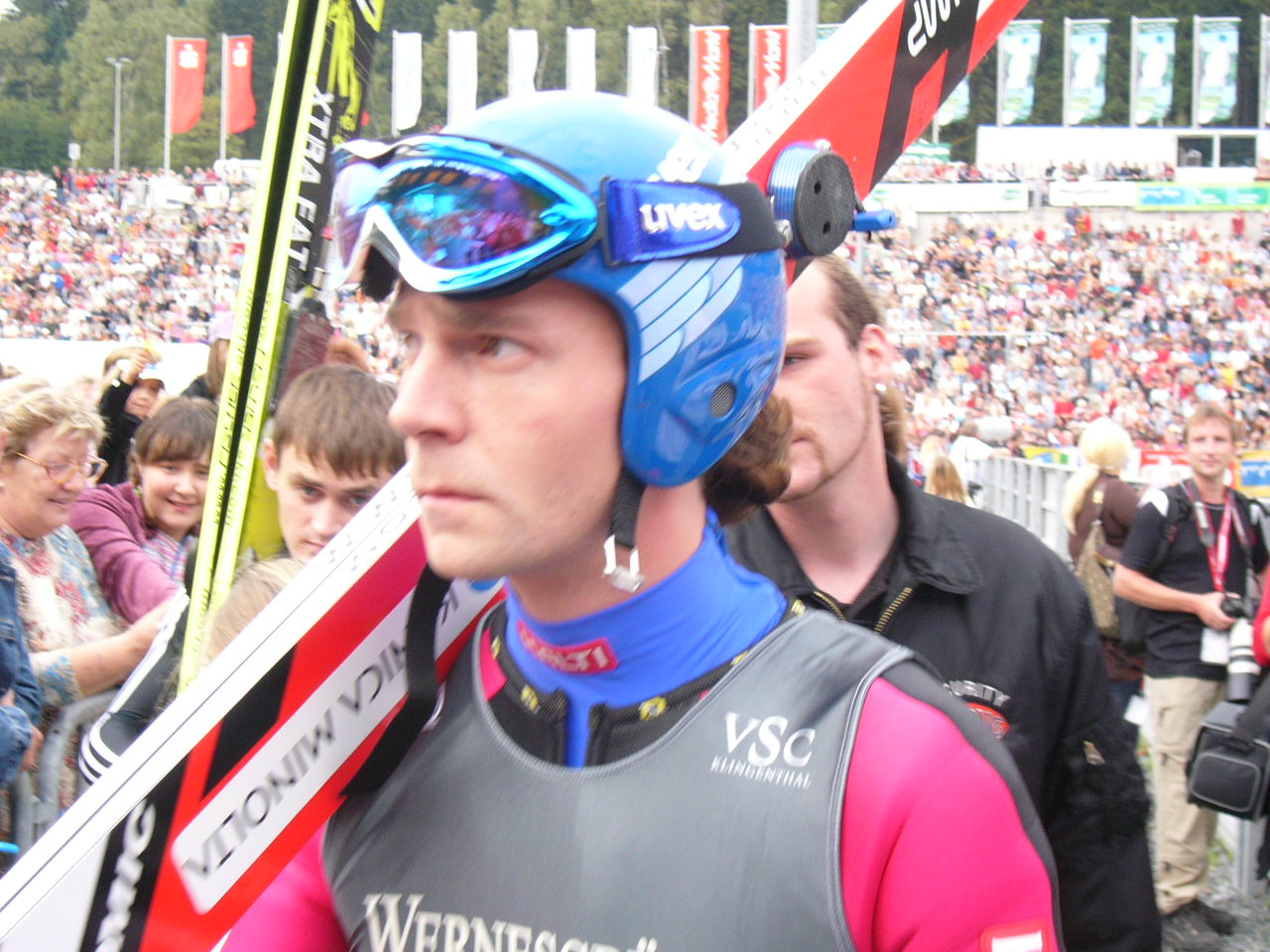
Janne Ahonen

| Pos. | Nome              | Nazione  | Punti |
| ---- | ----------------- | -------- | ----- |
| 1    | Martin Schmitt    | Germania | 240   |
| 2    | Noriaki Kasai     | Giappone | 210   |
| 3    | Hideharu Miyahira | Giappone | 180   |
| 4    | Kazuyoshi Funaki  | Giappone | 166   |
| 5    | Christof Duffner  | Germania | 116   |

### Nordic Tournament
| Pos. | Nome             | Nazione  |
| ---- | ---------------- | -------- |
| 1    | Noriaki Kasai    | Giappone |
| 2    | Kazuyoshi Funaki | Giappone |
| 3    | Sven Hannawald   | Germania |

### Nazioni

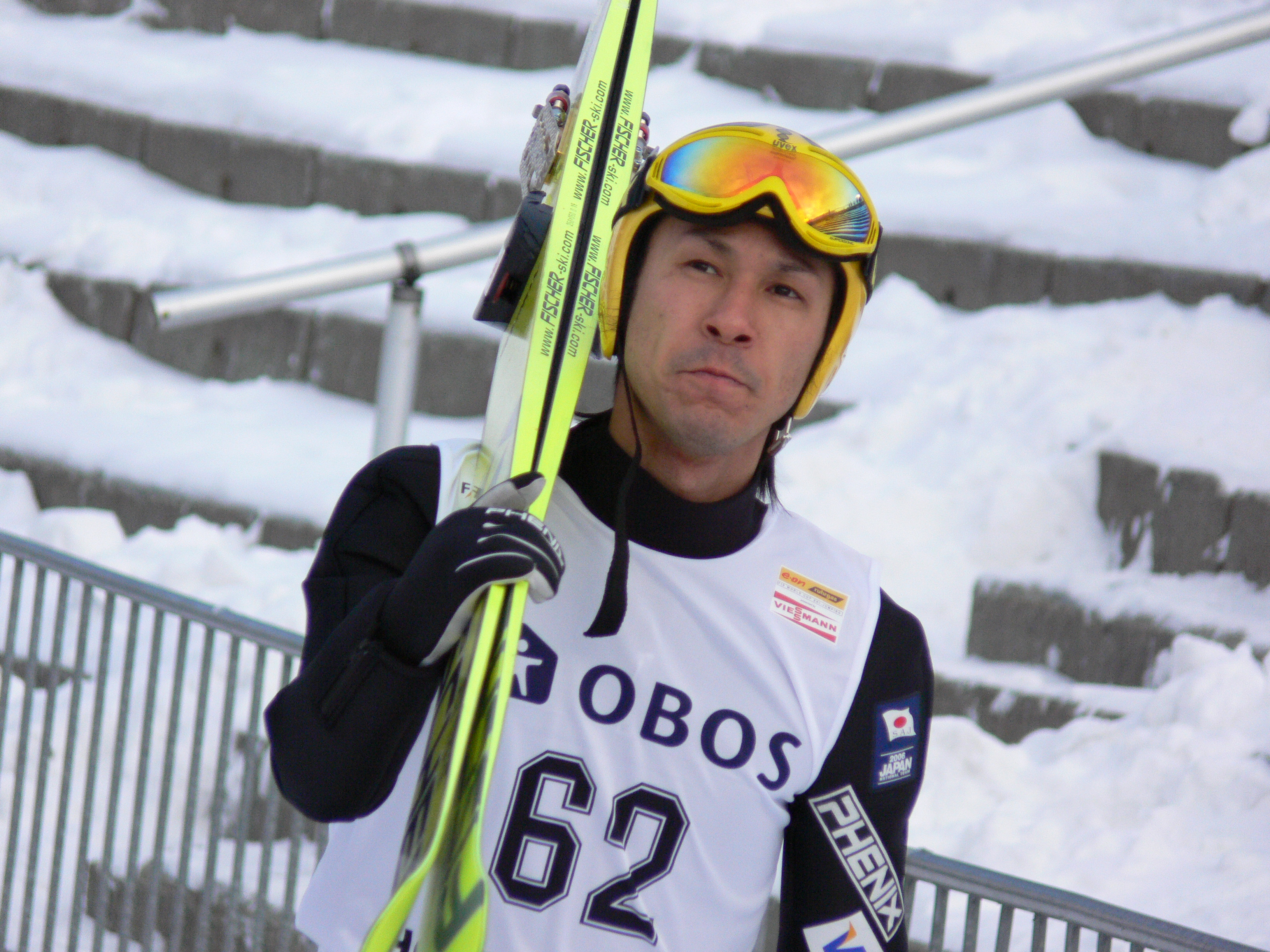
Noriaki Kasai

| Pos. | Nazione   | Punti |
| ---- | --------- | ----- |
| 1    | Giappone  | 6201  |
| 2    | Germania  | 4394  |
| 3    | Austria   | 3586  |
| 4    | Norvegia  | 2494  |
| 5    | Finlandia | 2457  |